# Zimowe Igrzyska Olimpijskie 1972
XI Zimowe Igrzyska Olimpijskie odbyły się w japońskim mieście Sapporo w 1972 roku.
Były to jedne z najdroższych igrzysk w historii – zainwestowano w nie ponad 1 miliard dolarów; organizatorzy większość tej sumy przeznaczyli na budowę nowoczesnych obiektów sportowych. Po raz pierwszy w historii igrzysk zdyskwalifikowano zawodników za łamanie zasad olimpijskiego amatorstwa – Austriakowi Karlowi Schranzowi oraz Francuzce Annie Famose zarzucono czerpanie korzyści finansowych z kontraktów reklamowych. Na igrzyskach w Sapporo zadebiutowały reprezentacje Tajwanu i Filipin.

## Państwa uczestniczące
| - Argentyna - Australia - Austria - Belgia - Bułgaria - Republika Chińska - Czechosłowacja - Wspólnota Filipin - Finlandia - Francja - Grecja - Hiszpania |  | - Holandia - Iran - Japonia - Jugosławia - Kanada - Korea Południowa - Korea Północna - Liban - Liechtenstein - Mongolia - Norwegia - Nowa Zelandia |  | - NRD - Polska - RFN - Rumunia - Stany Zjednoczone - Szwajcaria - Szwecja - Węgry - Wielka Brytania - Włochy - ZSRR |

## Wyniki
| - biathlon - biegi narciarskie - bobsleje - hokej na lodzie - kombinacja norweska |  | - łyżwiarstwo figurowe - łyżwiarstwo szybkie - narciarstwo alpejskie - skoki narciarskie - saneczkarstwo |

## Multimedaliści
- Ard Schenk (Holandia) – łyżwiarstwo szybkie, 3 złote medale
- Galina Kułakowa (ZSRR) – narciarstwo klasyczne, 3 złote medale
- Marie-Therese Nadig (Szwajcaria) – narciarstwo alpejskie, 2 złote medale

## Statystyka medalowa
| Klasyfikacja medalowa |                   |       |        |      |       |
| Lp.                   | Państwo           | złoto | srebro | brąz | razem |
| 1                     | ZSRR              | 8     | 5      | 3    | 16    |
| 2                     | NRD               | 4     | 3      | 7    | 14    |
| 3                     | Szwajcaria        | 4     | 3      | 3    | 10    |
| 4                     | Holandia          | 4     | 3      | 2    | 9     |
| 5                     | Stany Zjednoczone | 3     | 2      | 3    | 8     |
| 6                     | RFN               | 3     | 1      | 1    | 5     |
| 7                     | Norwegia          | 2     | 5      | 5    | 12    |
| 8                     | Włochy            | 2     | 2      | 1    | 5     |
| 9                     | Austria           | 1     | 2      | 2    | 5     |
| 10                    | Szwecja           | 1     | 1      | 2    | 4     |
| ...                   | ...               | ...   | ...    | ...  | ...   |
| 13                    | Polska            | 1     | 0      | 0    | 1     |

## Osiągnięcia reprezentacji Polski
| Osiągnięcia reprezentacji Polski | Osiągnięcia reprezentacji Polski | Osiągnięcia reprezentacji Polski     | Osiągnięcia reprezentacji Polski | Osiągnięcia reprezentacji Polski |
| dyscyplina                       | konkurencja                      | reprezentant                         | miejsce                          |                                  |
| -------------------------------- | -------------------------------- | ------------------------------------ | -------------------------------- | -------------------------------- |
| skoki narciarskie                | K90                              | Wojciech Fortuna                     |                                  |                                  |
| saneczkarstwo                    | dwójki mężczyzn                  | Mirosław Więckowski i Wojciech Kubik | 5.                               |                                  |
| skoki narciarskie                | K70                              | Wojciech Fortuna                     | 6.                               |                                  |
| hokej na lodzie                  |                                  | reprezentacja narodowa               | 6.                               |                                  |
| saneczkarstwo                    | jedynki kobiet                   | Wiesława Martyka                     | 6.                               |                                  |
| saneczkarstwo                    | jedynki kobiet                   | Halina Kanasz                        | 6.                               |                                  |
| biathlon                         | 4x7,5 km                         | sztafeta mężczyzn                    | 7.                               |                                  |
| saneczkarstwo                    | jedynki kobiet                   | Barbara Piecha                       | 9.                               |                                  |
| saneczkarstwo                    | dwójki mężczyzn                  | Lucjan Kudzia i Ryszard Gawior       | 9.                               |                                  |
| biathlon                         | 20 km                            | Aleksander Klima                     | 9.                               |                                  |
| narciarstwo alpejskie            | slalom gigant                    | Andrzej Bachleda-Curuś               | 9.                               |                                  |
| narciarstwo alpejskie            | slalom                           | Andrzej Bachleda-Curuś               | 10.                              |                                  |